# Горнсвоґл
Ділан Марк Постл (англ. Dylan Mark Postl; нар. 29 травня 1986) — американський професійний реслер і менеджер, відомий під псевдонімом Горнсвоґл (англ. Hornswoggle) і Своґл (англ. Swoggle).

## Кар'єра реслера

### World Wrestling Entertainment
У травні 2006-го року він підписав контракт з WWE. Незабаром Постл почав виступати в ролі лепрекона, який був партнером ірландського реслера Фінлі. По початку Ділан сидів під рингом і вилазив з-під нього, щоб допомогти партнерові, коли рефері матчу відволікався. Найчастіше він просто передавав Фінлі сторонні предмети, які той використав для перемоги. Коментатори не знали імені лепрекона і за його вчинки стали називати його «маленьким виродком». Незабаром цей псевдонім настільки притерся до образу Ділана, що став його офіційним ім'ям на рингу. Незабаром Маленький виродок став набагато сміливіше і почав виходити на ринг прямо під час матчу. Маленький леприкон швидко став улюбленцем публіки. Він допоміг Фінлі здобути пояса чемпіона США. Під час матчу він виліз з під рингу і кинув Фінлі ірландську ключку. Фінлі нокаутував їй противника і придбав пояс.
На PPV No Way Out 2007 «Маленький виродок» вперше заговорив. Намічався матч Фінлі і Виродка проти Бугімена і Маленького Бугімена. Перед матчем Маленький виродок сказав Фінлі, що боїться карликів, хоча він і сам карлик … Більшу частину матчу Виродок ховався від суперників, але в кінці приніс своїй команді перемогу, провівши на Бугімені «Irish DDT».
Двадцять третього лютого 2007-го року ім'я Маленького Виродка було офіційно змінено на Горнсвоґл. Він напав на коментаторів, а Фінлі заборонив Майклу Коулу називати Горнсвоґл Маленьким виродком. Незважаючи на погрози, Коул продовжив обзивати лепрекона.
Подальший час (2010-теперішній час)
Горнсвоґл брав участь в Королівській битві 2011, де допомагав Джону Сіні і Кофі Кінгстону, копіюючи їх прийоми і навіть провівши «FU» на Тайсоні Кідді, але був вибитий Шеймусом. У 5-му сезоні NXT став наставником Тайтуса О'Ніла.
29 листопада 2011 переміг в битві «20 Men Battle Royal», обдуривши Шеймуса і зіштовхнувши того з рингу. В той же день він офіційно почав говорити.
Став флагоносцем команди Теодора Лонга на РеслМанії XXVIII.
Після чого Горнсвоґл став супроводжувати Великого Калі і Наталію. На одному з випусків RAW хотів поцілувати Розу Мендес але замість цього облив її водою. На наступному RAW Альберто Дель Ріо захистив Розу від Горнсвоґла але того захистив Великий Калі.
В 2014 приєднався до угруповання 3MB. У той час Los Matadores протистояли 3MB і на Extreme Rules у Горнсвоґл був матч з El Torito, талісманом матадора, де ірландець програв.

## В реслінгу
- Фнішери
  - Sweet Shin Music (Superkick to the opponent's shin)
  - Tadpole Splash (Frog splash)

- Улюблені прийоми
  - Diving double foot stomp
  - Lepreton Bomb (Senton bomb)

- Менеджери
  - Дейв Фінлі
  - Роза Мендес
  - Ей Джей Лі
  - Брудус Клей
  - Наталія

Був менеджером для
- - Дейв Фінлі
  - D-Generation X (Шон Майклз і Тріпл Ейч)
  - Біг Шоу
  - Шеймус
  - Тайтус О'Ніл
  - Зак Райдер
  - Джастін Гебріел
  - Брудус Клей
  - Великий Калі
  - 3MB (Хіт Слейтер, Дрю МакКінтаєр, Джиндер Махал)
  - Адам Роуз
  - Фанданґо
  - Los Matadores
  - Слейтер Гейтер (Хіт Слейтер і Тайтус О'Ніл)

- Музика
  - «Hes Ma Da» від Джима Джонсона
  - «Break It Down» від The DX Band
  - «More Than One Man / Three Man Band» від Джима Джонсона

## Титули і нагороди
- NWA Wisconsin
  - NWA Wisconsin X Division Championship (1 раз)
- Pro Wrestling Illustrated
  - PWI Rookie of the Year (2007)
- South Shore Wrestling
  - SSW Tag Team Championship — з Devin Diamond (1 раз)
- World Wrestling Entertainment
  - WWE Cruiserweight Championship (1 раз)
- Wrestling Observer Newsletter
  - Найгірший гіммік (2009)
  - Worst Feud of the Year (2009) з Chavo Guerrero